# Réforme agraire de 1864 (Roumanie)
La réforme agraire de 1864 est une mesure prise par le gouvernement de Mihail Kogălniceanu pendant le règne d'Alexandre Jean Cuza, par laquelle les paysans sont libérés des obligations envers les boyards et leur accorde la possession de la terre qu'ils cultivent. Cette réforme constitue le premier pas vers un processus de modernisation de l'État roumain et, bien qu'il présente de nombreuses lacunes, il rompt les liens avec l'économie et la société féodales. 
La loi rurale est sanctionnée et promulguée le 14 ( VS ) /26 août ( NS ) 1864. Puis le prince proclame : 
« La corvée est abolie pour toujours et à partir d'aujourd'hui vous êtes propriétaires libres dans les lieux de votre résidence ! »
Les paysans ont été libérés des devoirs féodaux tels que la corvée, la dîme ou le « podvezile » qui abolissent les monopoles féodaux dans les villages. Les lots ont été répartis en fonction du nombre de bovins possédés. Les paysans devaient cependant racheter les terres et payer un certain montant annuellement pendant 15 ans. D'autre part, la loi a établi le paiement d'indemnités aux propriétaires, au prix du terrain à l'époque. Les terres expropriées ne devaient pas dépasser les 2/3 de la surface du domaine et ne pouvaient être vendues (aliénées) pendant 30 ans, hormis à la commune ou à tout autre villageois. 

## Historique
Les débats houleux sur le projet de réforme agraire proposé par les conservateurs et adopté par la majorité à l'été 1862, projet non approuvé par le souverain, prouvèrent qu'un grand nombre de conservateurs n'était pas d'accord avec la réforme agraire au sens des programmes révolutionnaires de 1848. Par conséquent, dans les années qui ont immédiatement suivi l'unification administrative, il n'a pas été possible de passer soudainement à la réforme agraire, mais on a continué, pendant un certain temps, d'adopter des réformes dans le sens de l'organisation moderne de l'État, car elles n'ont pas rencontré l'opposition des conservateurs, toujours maîtres de la plupart des sièges à l'Assemblée en raison du système électoral restrictif. La réorganisation des services gouvernementaux, les lois pour la construction des chemins de fer, la création du Conseil supérieur de l'instruction publique, l'adoption d'un règlement de navigation, l'organisation du corps de génie civil, la réorganisation de l'école forestière et une série de mesures préalables à la sécularisation des biens monastiques de la réforme. 
À partir du moment où Mihail Kogălniceanu a pris la direction du gouvernement, ramener la réforme agraire dans le débat a provoqué l'éclatement d'un violent conflit entre le gouvernement et la majorité de l'Assemblée. Ce conflit a été suivi de la dissolution de l'assemblée lors d'un coup d'État le 14 mai 1864. Ce dernier a accru le pouvoir du prince Cuza et, en même temps, a supprimé le monopole politique des conservateurs sur la majorité de l'Assemblée. La sanction du peuple par plébiscite et la reconnaissance du nouvel état de fait par le pouvoir suzerain et les pouvoirs garants ont créé la possibilité de promulguer la loi rurale au sens du programme quarante-huitard (idéologie de 1848), abolissant les relations féodales dans l'agriculture et accordant la propriété de la paysannerie. 
Grâce à la loi rurale du 14/26 août 1864, 406 429 paysans possédèrent des parcelles de terres agricoles couvrant une superficie de 1 654 964 hectares, et près de 60 000 autres villageois ont reçu des maisons et des jardins. La réforme agraire de 1864, dont la mise en œuvre s'est achevée en grande partie en 1865, satisfait en partie le désir foncier des paysans, abolit les servitudes et les relations féodales et donne une impulsion significative au développement du capitalisme. Une grande partie des terrains nécessaires provenait des domaines obtenus en sécularisant les fortunes monastiques. Après la réforme, les paysans sont devenus propriétaires de 30 % des terres agricoles, les 70 % restants appartenant aux propriétaires fonciers ou à l'État. Cette réforme représente l'un des événements majeurs de l'histoire de la Roumanie au XIXe siècle. 
La principale motivation, mais aussi la principale conséquence, pour laquelle elle a été adoptée, est que, grâce au statut de propriétaire, les paysans sont également devenus des contribuables au budget de l'État. Par conséquent, les recettes du budget de l'État ont considérablement augmenté. Peu à peu, les paysans ont découvert l'inconvénient d'être des contribuables pour le budget de l'État. Si, jusqu'à la réforme, les paysans négociaient avec les boyards les cadeaux qu'ils devaient leur payer, les bénéficiaires de l'État étaient inflexibles et la méthode de négociation ne pouvait plus être appliquée. 
La réforme agraire de 1864 souffrait également de nombreuses lacunes, qui ont conduit à des soulèvements paysans ultérieurs. Les terres accordées étaient insuffisantes pour les besoins réels des familles rurales. De plus, les paysans propriétaires n'étaient pas soutenus pour devenir des agriculteurs modernes, c'est pourquoi l'agriculture est restée longtemps en retard. En raison des compensations qu'ils ont dû payer, les paysans ont dû faire face à une charge fiscale excessive (le niveau des dons était de toute façon élevé et, avec les compensations, ils représentaient environ 32 % du revenu annuel). Enfin, la loi a été appliquée, assortie de nombreux abus, qui ont engendré de nombreux troubles sociaux. Cependant, le nom de Cuza est resté dans la mentalité collective de la paysannerie lié à la libération des paysans et à la propriété des paysans. 